# Небби
Небби (англ. Nebbi) — город на северо-западе Уганды, на территории Северной области. Административный центр одноимённого округа.

## Географическое положение
Город находится в юго-западной части области, вблизи границы с Демократической Республикой Конго, на расстоянии приблизительно 285 километров к северо-западу от столицы страны Кампалы. Абсолютная высота — 1002 метра над уровнем моря.

## Население
По данным официальной переписи 2002 года, население составляло 23 190 человек.
Динамика численности населения города по годам:
| 1991  | 2002   | 2013   |
| ----- | ------ | ------ |
| 6 969 | 23 190 | 61 973 |

## Транспорт
В окрестностях города расположен небольшой одноимённый аэропорт.